# تل‌برج (ممسنی)
تل برج در شهرستان ممسنی، روستای دهنو مرکزی واقع شده و این اثر در تاریخ ۲۵ اسفند ۱۳۷۹ با شمارهٔ ثبت ۳۲۳۱ به‌عنوان یکی از آثار ملی ایران به ثبت رسیده است.
روستای دیگری با همین نام در ۱۲ کیلومتری شمال شرقی شهرستان گناوه در مسیر جاده گناوه به گچساران وجود دارد که دارای اثر باستانی مشهوری به نام تل‌گوری است. وجود این دو اسم مشابه در یک منطقه جغرافیایی بیانگر وجود برج‌های نظامی یا مدنی در مسیر مواصلاتی کاروان‌های نظامی، تجاری و یا هر دو در پیش از اسلام بوده و بیانگر اهمیت منطقه به لحاظ سوق‌الجیشی (لشکرکشی و یا استراتژیک) در گذشته بوده است. 